# James Heuga
James Frederic (Jimmy) Heuga (Tahoe City, 23 september 1943 - Louisville, 8 februari 2010) was een Amerikaans skiër.
Heuga was van Amerikaans-Baskische afkomst en groeide op in Squaw Valley als zoon van een skiliftexploitant. Hij nam deel aan de Olympische Winterspelen van 1964  in Innsbruck en won er een bronzen medaille  in het alpineskiën (slalom). Zijn landgenoot Billy Kidd won zilver op dezelfde slalom. Hiermee waren Heuga en Kidd de eerste Amerikaanse mannelijke medaillewinnaars op een Olympisch nummer in het alpineskiën. 
Heuga leed aan multiple sclerose en overleed in februari 2010.

## Resultaten

### Wereldkampioenschappen
| Jaar | Plaats    | Resultaten                                             |
| ---- | --------- | ------------------------------------------------------ |
| 1962 | Chamonix  | 5e Combinatie 12e Slalom 12e Reuzenslalom 25e Afdaling |
| 1964 | Innsbruck | Slalom · DSQ Reuzenslalom                              |
| 1966 | Portillo  | 4e Combinatie 6e Slalom 13e Reuzenslalom 19e Afdaling  |
| 1968 | Grenoble  | 7e Slalom 10e Reuzenslalom                             |

Van 1948 tot 1980 werden de Olympische Winterspelen ook beschouwd als wereldkampioenschap

Op de wereldkampioenschappen tussen 1954 en 1980 was de combinatie louter een samenvoeging van de resultaten van de afdaling, reuzenslalom en slalom

### Olympische Spelen
| Jaar | Plaats    | Resultaten                 |
| ---- | --------- | -------------------------- |
| 1964 | Innsbruck | Slalom · DSQ Reuzenslalom  |
| 1968 | Grenoble  | 7e Slalom 10e Reuzenslalom |